# ميخائيل داغوستينو
ميخائيل داغوستينو هو لاعب كرة قدم كندي، ولد في 7 يناير 1987 في فانكوفر في كندا. شارك مع منتخب كندا تحت 20 سنة لكرة القدم. أما مع النوادي، فقد لعب مع نادي بلاكبول ونادي هيرفورد.

## وصلات خارجية
- ميخائيل داغوستينو على موقع قاعدة بيانات كرة القدم.إي يو (الإنجليزية)
- ميخائيل داغوستينو على موقع Soccerbase.com (لاعب) (الإنجليزية)